# Willard Libby
Willard Frank Libby (Grand Valley (Colorado), 17 december 1908 – Los Angeles (Californië), 8 september 1980) was een Amerikaanse fysisch-chemicus die bekend werd vanwege zijn rol in de ontwikkeling van de C14-dateringsmethode in 1949. Deze methode van ouderdomsdatering bracht een revolutie teweeg in de archeologie. In 1960 ontving hij hiervoor de Nobelprijs voor de Scheikunde.

## Biografie
Libby was de zoon van Ora Edward Stocker (later veranderd in Libby) en Eva May Rivers. In 1913 verhuisde de familie naar een boerderij ten noorden van San Francisco, nabij Sebastopol waar hij de Analy High School bezocht. Libby behaalde in 1931 zijn Bachelor of Science en in 1933 zijn doctoraal scheikunde aan de Universiteit van Berkeley. Later werd hij docent en assistent-hoogleraar aan deze universiteit.
In de jaren dertig hield Libby zich bezig met het bouwen van gevoelige geigertellers om zwakke natuurlijke en kunstmatige radioactiviteit te kunnen meten. Na het begin van de Tweede Wereldoorlog werkte hij aan het Manhattanproject aan de Columbia-universiteit samen met Nobelprijswinnaar Harold Urey. Libby was verantwoordelijk voor de gasdiffusiescheiding en de verrijking van uranium-235 dat gebruikt werd voor de atoombom op Hiroshima.
Na de oorlog, in 1945, werd hij benoemd tot hoogleraar aan het Fermi Instituut voor Nucleaire Studies van de Universiteit van Californië in Los Angeles. Deze positie zou hij behouden tot aan zijn emeritaat in 1976. Tussentijds, in de periode van 1954 tot 1959 was hij onderzoeksmedewerker bij het Carnegie Instituut van het Washington Geofysisch Laboratorium.
Na een eerder huwelijk met Leonor Lucinda Hickey (1912-1992, twee dochters) hertrouwde hij in 1966 met Leona Woods Marshall. Zij was een natuurkundige en heeft zich beziggehouden met de bouw van de eerste kernreactor. Later was ze hoogleraar milieutechnologie aan de Universiteit van Californië.

## Koolstofdatering
In 1934 werd door Franz Kurie het bestaan van koolstof-14 aangetoond. Koolstof-14 is een radionuclide die in de bovenste lagen van de atmosfeer gevormd wordt onder invloed van kosmische straling. Het ontstaat door botsing van laagenergetische neutronen met stikstofatomen. Het gevormde koolstof-14 vormt met zuurstof uit de lucht het radioactieve koolstofdioxide 14CO2 dat chemisch op dezelfde wijze gedraagt als het stabiele 12CO2.
Via fotosynthese wordt de stof opgenomen door planten, en komt de stof in de voedselketen terecht. Door metabolische uitwisseling zal de verhouding gelijk blijven zo lang het organisme leeft, maar bij sterfte zal de hoeveelheid koolstof-14 door radioactief verval langzaam afnemen.
Libby kwam op het idee dat een nauwkeurige meting van het gehalte koolstof-14 in afgestorven weefsel een methode kon zijn om de ouderdom van materiaal te bepalen. Met een halfwaardetijd van circa 5700 jaar vervalt koolstof-14 tot stikstof-14 onder uitzending van bètastraling. Omdat directe meting niet mogelijk bleek verbrandde hij het materiaal en met een gevoelige Geigerteller mat hij de radioactiviteit. Als ijkmateriaal gebruikte hij oude pijnbomen (de mammoetboom) waarvan de ouderdom bepaald kon worden door het tellen van jaarringen.
Van het Chicago Museum of Natural History verkreeg Libby een monster van een houten begrafenisboot die was gevonden in de tombe van de Egyptische farao Senoeseret III. De boot was gedateerd op 3750 jaar oud; Libby's teller schatte de leeftijd op 3621 jaar, een afwijking van slechts 3,5 procent. In de jaren daarna verfijnde hij diens technologie en testte het op historisch belangrijke – en soms ongewone – voorwerpen, zoals prehistorische luiaardmest uit Chili, de Dode Zee-rollen en houtskool van een kampvuur bij Stonehenge.
In 1960 verkreeg Libby de Nobelprijs voor de Scheikunde vanwege het leiden van het team dat de C14-datering ontwikkelde. Tevens ontdekte hij dat tritium gebruikt kan worden voor het dateren van water en dus ook wijn.

## Kernbewapening
Gedurende de Koude Oorlog bleef Libby een fervent voorstander van kernbewapening. In 1955 verklaarde hij samenvattend in Time magazine: "Let's build them as big as we can, and build all we can. The war will become inconceivable." Het jaar daarvoor, in 1954, was hij door de toenmalige Amerikaanse president Eisenhower gevraagd om als eerste scheikundige zitting te nemen in de United States Atomic Energy Commission (AEC). Zijn termijn werd in 1956 voor vijf jaar verlengd maar in 1959 trad Libby vroegtijdig terug.
Als lid van de atoomcommissie raakte hij betrokken bij het vraagstuk rond nucleaire fall-out van bovengrondse kernproeven. Op advies van de RAND Corporation formeerde en leidde Libby Project Sunshine en was de eerste persoon die radioactieve neerslag mat in alles van stof, aarde, regen tot menselijk bot. Zijn conclusie, die ondersteund werd door andere wetenschappers, was dat de blootstelling aan natuurlijke straling uit de ruimte en de aarde voor de mens veel gevaarlijker was dan de fall-out van kernproeven.

## Erkenning
Voor zijn werk verkreeg Libby vele onderscheidingen, waaronder de Chandler Medal (1954), de Elliott Cresson Medal van het Franklin Instituut (1957), de ACS Willard Gibbs Medal (1958), de Albert Einstein Award (1959), de Nobelprijs (1960) en de Arthur L. Day Medal (1961) van de Geological Society of America. Hij was lid van de National Academy of Sciences, de American Chemical Society (ACS), de National Science Foundation en buitenlands lid van de Zweedse Academie van Wetenschappen en de Heidelberger Akademie der Wissenschaften.